# Borja Vidal
Borja Vidal Fernández Fernández (Valdés, 25 de dezembro de 1981) é um handebolista profissional catari, nascido na Espanha.
Borja Vidal anteriormente foi jogador de basquetebol até 2005, quando foi para handebol.